# Majang-myeon
Majang-myeon (koreanska: 마장면) är en socken i kommunen Icheon i provinsen Gyeonggi i den centrala delen av Sydkorea, 50 km sydost om huvudstaden Seoul. 